# Blieskastel
Blieskastel é uma cidade da Alemanha localizada no distrito de Saarpfalz, estado do Sarre.
Pertence à rede das Cidades Cittaslow.